# 木下雄治
木下雄治（きのした ゆうじ、1951年（昭和26年）4月23日 - 2012年（平成24年）3月17日）は、日本の実業家。東急ストア社長。

## 略歴
1975年青山学院大学経済学部卒業後、東京急行電鉄入社、2003年取締役、常務取締役リテール事業本部長。
2009年東急ストア代表取締役社長社長執行役員、東急百貨店取締役。
2012年3月17日、心不全のため死去。60歳没。